# Mačahe
Mačahe je prvi skupni studijski album Tomaža Hostnika in Matije Krečiča. Izšel je leta 2020. Na albumu je trinajst skladb, avtor besedil in glasbe vseh je Tomaž Hostnik, ki je z Matijem Krečičem tudi aranžer.

## Sodelujoči

### Hostnik pa Krečič
- Tomaž Hostnik – avtor glasbe in besedil, klavir, glas, perkusije
- Matija Krečič – violina, zvončki, glas, kalimba, perkusije

### Produkcija
- Dejan Lapanja – miksanje in mastering
- Boštjan Pavletič – grafična podoba
- Janez Pelko – fotografije